# Leptophyes purpureopunctatus
Leptophyes purpureopunctatus är en insektsart som beskrevs av Adrienne Garai 2002. Leptophyes purpureopunctatus ingår i släktet Leptophyes och familjen vårtbitare. Inga underarter finns listade i Catalogue of Life.